# Klučky
Klučky (tyska: Kammberg) är en kulle i Tjeckien.   Den ligger i regionen Liberec, i den norra delen av landet, 80 km norr om huvudstaden Prag. Toppen på Klučky är 635 meter över havet.